# Brisgóvia-Alta Floresta Negra
Brisgóvia-Alta Floresta Negra (em alemão:  Breisgau-Hochschwarzwald) é um distrito da Alemanha, na região administrativa de Friburgo , estado de Baden-Württemberg.

## Cidades e Municípios
- Cidades:

1. Bad Krozingen
2. Breisach no Reno (Breisach am Rhein)
3. Heitersheim
4. Löffingen
5. Müllheim
6. Neuemburgo no Reno (Neuenburg am Rhein)
7. Sulzburg
8. Staufen
9. Titisee-Neustadt
10. Vogtsburg

- Municípios:

1. Au
2. Auggen
3. Badenweiler
4. Ballrechten-Dottingen
5. Bötzingen
6. Bollschweil
7. Breitnau
8. Buchenbach
9. Buggingen
10. Ebringen
11. Ehrenkirchen
12. Eichstetten no Kaiserstuhl (Eichstetten am Kaiserstuhl)
13. Eisenbach
14. Eschbach
15. Feldberg
16. Friedenweiler
17. Glottertal
18. Gottenheim
19. Gundelfingen
20. Hartheim no Reno (Hartheim am Rhein)
21. Heuweiler
22. Hinterzarten
23. Horben
24. Ihringen
25. Kirchzarten
26. Lenzkirch
27. March
28. Merdingen
29. Merzhausen
30. Münstertal
31. Oberried
32. Pfaffenweiler
33. Schallstadt
34. Schluchsee
35. Sölden
36. Sankt Märgen
37. Sankt Peter
38. Stegen
39. Umkirch
40. Wittnau